# Міські голови Броварів
Список міських голів Броварів — перелік усіх відомих голів міста Бровари. У списку не наведені тимчасові виконувачі обов'язків.

## Доба радянського періоду
| №  | Портрет | Ім'я                        | Час на посаді        | Роки життя      | Додатково |
| -- | ------- | --------------------------- | -------------------- | --------------- | --------- |
| 1  |         | Кулажин Федір Олександрович | 1944–1947            |                 |           |
| 2  |         | Гуц Василь Григорович       | 1947–1948            |                 |           |
| 3  |         | Какун Кузьма Михайлович     | 1948–1952, 1956–1961 |                 |           |
| 4  |         | Солошенко Яків Мойсійович   | 1952                 |                 |           |
| 5  |         | Бугаєв Іван Петрович        | 1952–1955            |                 |           |
| 6  |         | Каблучко Олексій Микитович  | 1955–1956            |                 |           |
| 7  |         | Гончарова Надія Григорівна  | 1961–1963            |                 |           |
| 8  |         | Дворнік Іван Федорович      | 1963–1964            |                 |           |
| 9  |         | Колпак В'ячеслав Іванович   | 1965–1967            |                 |           |
| 10 |         | Нарижний Михайло Гнатович   | 1967–1971            |                 |           |
| 11 |         | Лондар Олександр Михайлович | 1971–1972            |                 |           |
| 12 |         | Поліщук Микола Федотович    | 1972–1973            |                 |           |
| 13 |         | Павленко Леонід Іванович    | 1973–1975            |                 |           |
| 14 |         | Коротенко Олексій Петрович  | 1975–1977            |                 |           |
| 15 |         | Фесик Микола Кирилович      | 1977–1982            |                 |           |
| 16 |         | Черненко Леонід Харитонович | 1982–1985            |                 |           |
| 17 |         | Зволь Володимир Миколайович | 1985–1989            |                 |           |
| 18 |         | Іщенко Олексій Максимович   | 1989–1990            | 29 вересня 1951 |           |
| 19 |         | Гонтарев Петро Васильович   | 1990–1991            |                 |           |

## У незалежній Україні
| № | Портрет | Ім'я                           | Час на посаді | Роки життя      | Додатково |
| - | ------- | ------------------------------ | ------------- | --------------- | --- |
| 1 |         | Іщенко Олексій Максимович      | 1991–1998     | 29 вересня 1951 | |
| 2 |         | Петренко Іван Зосевич          | 1998–2002     | 1 вересня 1948  | |
| 3 |         | Антоненко Віктор Олександрович | 2002–2008     | 21 червня 1956  | |
| 4 |         | Сапожко Ігор Васильович        | 2008–сьогодні | 1 вересня 1977  | З 2008 по 2010 рік — Виконувач обов'язків В 2010 році обраний 40,9% виборців В 2015 році переобраний 47,9% виборців |